# Malek Rahmati
Malek Rahmati (en persan : مالک رحمتی), né en 1982 à Maragha (Iran) et mort le 19 mai 2024 à Khunirud (Iran), est un homme politique iranien, vice-ministre de l'Économie et des Finances de 2023 à 2024 et gouverneur de l'Azerbaïdjan oriental en 2024.

## Biographie
Du 22 juillet 2023 au 21 janvier 2024, Malek Rahmati est vice-ministre de l'Économie et des Finances et chef de l'Organisation iranienne de privatisation (fa),,,.

### Mort
Malek Rahmati meurt le 19 mai 2024 dans un accident d'hélicoptère à Khunirud en Iran. Le lendemain, le ministre de l'Intérieur Ahmad Vahidi nomme Torab Mohammadi pour lui succéder, par intérim, au poste de gouverneur de l'Azerbaïdjan oriental.  